# Сафонкова
Сафонкова (Софонкова) — деревня в Кудымкарском районе Пермского края. Входила в состав Степановского сельского поселения. Располагается юго-западнее от города Кудымкара. Расстояние до районного центра составляет 11 км. По данным Всероссийской переписи населения 2010 года, в деревне проживал 61 человек (36 мужчин и 25 женщин).

## История
По данным на 1 июля 1963 года, в деревне проживало 183 человека. Населённый пункт входил в состав Пешнигортского сельсовета.